# 水澤紳吾
水澤 紳吾（みずさわ しんご、1976年9月2日 - ）は、日本の俳優。宮城県仙台市出身。アパッチ所属。身長163cm。
仙台育英学園高等学校卒業、日本大学芸術学部中退。高校時代は硬式野球部のマネージャーであり、同期に金村曉がいた。入江悠監督作品の常連俳優。2013年の『ぼっちゃん』（大森立嗣監督）では初の主演を務め、第23回日本映画プロフェッショナル大賞新進男優賞を受賞した。

## 出演

### 映画
- 鍋と友達（2002年）
- マジック・キッチン（2005年7月9日）
- SR サイタマノラッパー（2009年3月14日） - MC TOM 役
- CJシンプソンはきっとうまくやる（2010年3月1日） ※第6回CO2（シネアスト・オーガニゼーション大阪）エキシビション
- ヒーローショー（2010年5月29日） - ギガグリーン水沢 役
- SR サイタマノラッパー2 女子ラッパー☆傷だらけのライム（2010年6月26日） - MC TOM 役
- 劇場版 神聖かまってちゃん ロックンロールは鳴り止まないっ（2011年4月2日） - 棋士 役
- 311仙台短篇映画祭映画制作プロジェクト作品『311明日』(2011年) - (入江悠監督パート)  MC TOM 役
- アイドル・イズ・デッド（2012年3月25日） ※MOOSIC LAB 2012
- SRサイタマノラッパー ロードサイドの逃亡者（2012年4月14日） - MC TOM 役
- 1+1=11（イチタスイチハイチイチ）（2012年6月23日）
- 黄金を抱いて翔べ（2012年11月3日）
- EDEN（2012年11月17日） - アフロ 役
- ぼっちゃん（2013年3月16日） - 梶知之 役 ※主演
- モンゴル野球青春記〜バクシャー〜（2013年6月15日） - ナカノさん 役
- ジョーカーゲーム 脱出（2013年8月17日）
- 仙台短篇映画祭映画制作プロジェクト作品『狂人日記』（2013年） ※主演
- アイドル・イズ・デッド ノンちゃんのプロパガンダ大戦争（2014年1月11日） - 今澤正平 役
- アラグレII ROPPONGI v.s. SHIBUYA（2014年2月22日） - 町田浩二 役
- 友だちと歩こう（2014年3月22日） - シマヅ 役
- 青春H 川下さんは何度もやってくる（2014年5月24日） - 今西 役 ※主演
- 鬼灯さん家のアネキ（2014年9月6日） - 桃瀬 役
- まほろ駅前狂騒曲（2014年10月18日） - 渡辺 役
- トワイライト ささらさや（2014年11月8日）
- ジョーカー・ゲーム（2015年1月31日）
- ピラメキ子役恋ものがたり〜子役に憧れるすべての親子のために〜（2015年2月21日） - D/浜谷 役
- カニを喰べる。（2015年3月21日） - 大滝 役
- 龍三と七人の子分たち（2015年4月25日）
- 4/猫 ねこぶんのよん「一円の神様」（2015年12月12日）
- ndjc:若手映画作家育成プロジェクト2015 はなくじらちち（2016年3月5日） - 笹松 役
- のぞきめ（2016年4月2日）
- 怒り（2016年9月17日） - 早川 役
- 闇金ウシジマくん Part3（2016年9月22日、東宝、山口雅俊監督） - 曾我部 役
- まんが島（2017年3月25日） - 永沢伸太郎 役 ※主演
- ダブルミンツ（2017年6月3日）
- 幼な子われらに生まれ（2017年8月26日）
- 地の塩 山室軍平（2017年10月21日） - 吉田清太郎 役
- Mr.Long/ミスター・ロン（2017年）
- 羊の木（2018年2月3日） - 福元宏喜 役[3]
- ジャンクション29（2019年2月22日） - 権田権三 役
- タロウのバカ（2019年9月6日）
- グッドバイ〜嘘からはじまる人生喜劇〜（2020年2月14日）
- 罪の声（2020年10月30日） - 林/キツネ目の男 役[4]
- さんかく窓の外側は夜（2021年）
- 花束みたいな恋をした（2021年1月29日） - 胃を半分切除したおじさん 役
- MIRRORLIAR FILMS Season1「無事なる三匹プラスワン コロナ死闘篇」（2021年9月17日）
- 恋い焦れ歌え（2022年5月27日）
- 鍵（2022年6月25日） - 神田直己 役
- almost people「次女のはなし」（2023年9月30日） - 旅館の番頭 役[5]
- 二人静か（2023年11月4日） - 主演・雅之 役（西山真来とダブル主演）[6]
- 四月になれば彼女は（2024年3月22日） - 桑原 役[7]
- 室町無頼（2025年1月17日）[8]
- ネムルバカ（2025年3月20日） - サラリーマン 役[9][10][11]
- ROPE（2025年7月25日） - 猫背の男 役[12]

### オリジナルビデオ
- 戦慄怪奇ファイル 超コワすぎ!FILE-02【暗黒奇譚!蛇女の怪】（2015年） - 櫻井恭平 役

### テレビドラマ

#### NHK
- 書店員ミチルの身の上話（2013年）
- ロング・グッドバイ 第4話（2014年） - 元隊員 役
- 64（ロクヨン）（2015年） - 日吉浩一郎 役
- 花燃ゆ（2015年） - 森八兵衛 役
- ちゃんぽん食べたか（2015年）
- 未解決事件 (NHKスペシャル)（2016年） - 小木曾國隆
- 立花登青春手控え（2016年） - 甚助
- カラスになったおれは地上の世界を見おろした。（2018年） - 大沼茂雄
- 特集ドラマ「二十四の瞳」（2022年、BSプレミアム / BS4K）
- 東京の雪男（2023年） - 山崎昌平 役[13]
- 連続テレビ小説 ブギウギ（2024年）- 小田島大 役[14]

#### 日本テレビ
- 仮面ティーチャー 第7話（2013年）
- ボイス 110緊急指令室（2019年） - 瀬戸（ハヤミミ） 役
- シロでもクロでもない世界で、パンダは笑う。（2020年） - 菊池勘平
- 恋はDeepに（2021年） - 椎木拓真 役[15]
  - 恋はもっとDeepに -運命の再会スペシャル-（2021年6月16日）[16]
- オクトー 〜感情捜査官 心野朱梨〜 第8話（2022年8月25日） - 家長敏則 役
- それってパクリじゃないですか? 第5話（2023年5月10日） - 須藤 役

#### TBS
- 天魔さんがゆく 第8話（2013年）
- S -最後の警官- 第1話「俺は誰も死なせない その男の手は命の盾! 第3の特殊部隊誕生」（2014年）
- 劇場霊からの招待状 第8話「回帰」（2015年） - 柏木純一郎 役
- 私の家政夫ナギサさん（2020年） - 馬場譲二 役
- 西園寺さんは家事をしない（2024年） - 梅松広巳 役[17]

#### テレビ朝日
- 警視庁・捜査一課長 連続ドラマ第6話（2016年） - 沢木陽介 役
- サイン-法医学者 柚木貴志の事件-（2019年） - 吉川警部 役

#### テレビ東京
- 松本清張没後20年特別企画・留守宅の事件（2013年） - 松下匡 役
- ノーコン・キッド 〜ぼくらのゲーム史〜（2013年）
- リバースエッジ 大川端探偵社（2014年） - デリヘル客 役
- 玉川区役所 OF THE DEAD（2014年） - 鳥越進 役
- 怪奇恋愛作戦（2015年） - 黴田 役
- 特命刑事 カクホの女（2018年） - 吉田礼司 役
- 執事 西園寺の名推理（2018年） - 水野修平 役
- ベイビーわるきゅーれエブリデイ！（2024年）-ぶつかりおじさん

#### フジテレビ
- その女、ジルバ（2021年） - 石動良一 役
- アイシー〜瞬間記憶捜査・柊班〜 第1話（2025年1月21日） - 小山田満 役[18]
- あなたを奪ったその日から（2025年） - 鷲尾勇 役[19]

#### その他
- 猫侍 - 佐吉 役
  - 第1シーズン（2013年）
  - 猫侍 玉之丞 江戸へ行く（スピンオフ、2016年）
- びったれ!!!（2015年） - 梅澤 役

#### WOWOW
- 同期（2011年）
- ネオ・ウルトラQ 第11話「アルゴス・デモクラシー」（2013年） - 宮田 役
- 震える牛（2013年）
- LINK (テレビドラマ)（2013年）
- かなたの子 第3話（2013年）
- 罪人の嘘（2014年）
- 翳りゆく夏（2015年） - 高瀬信吾 役
- テミスの求刑（2015年）
- 海に降る （2015年）
- 撃てない警官 （2016年） - 島貫光雄 役
- 銭形警部（2017年） - 北野昇次
- 密告はうたう 警視庁監察ファイル 第1話・第3話（2021年8月22日・9月5日） - 猿飛 役
  - 密告はうたう2 警視庁監察ファイル（2024年）[20]

#### NHK-BS2
- 駆込み訴え（2010年）
- 全身編集長〜文豪から学ぶオトコの生き方〜（2013年）
- 神谷玄次郎捕物控 第4話（2014年）

#### BSジャパン
- ワカコ酒 Season 2 第9夜（2016年）

### 配信ドラマ
- 黄金を抱いて翔べ〜スペシャルドラマ〜（2012年、BeeTV）
- 私の部下のハルトくん 第6話（2020年8月11日、Paravi） - 馬場穣二 役

### 劇場アニメ
- バケモノの子（2015年7月15日）
- 化け猫あんずちゃん（2024年7月19日） - 貧乏神 役[21]

### 舞台
- Secret Secret Secret（2009年）
- コクーン歌舞伎 佐倉義民傳（2010年）
- クヒオ大佐の妻    (2017年)
- 鳥の名前（2017年）
- ボイラーマン（2024年）[22]
- 震度3（2025年公演予定）[23]

### 雑誌
- acteur（2013年3月号）